# فرانسیس لاوید
فرانسیس لاوید (به انگلیسی: Francis Loveday) زندگی (۱۴ سپتامبر ۱۸۹۲ – ۱۸ اکتبر ۱۹۵۴) بازیکن کریکت انگلیسی بود. وی بین سالهای ۱۹۲۱ و ۱۹۲۳ برای تیم اسکس بازی می‌کرد.